# Andy Mientus
Andy Mientus (* 10. listopadu 1986, Pittsburgh, Pensylvánie, USA) je americký divadelní a televizní herec a zpěvák. Je známý za roli Kyla Bishopa v televizním seriálu Smash, kde se objevil mezi hlavními postavami v druhé řadě.

## Kariéra
Účinkoval na prvním národním turné muzikálu Spring Awakening a v roce 2012 hrál revivalu muzikálu Carrie.
V roce 2013 se přidal k obsazení Hit Listu, muzikálu vzniklého na pozadí druhé série seriálu Smash. Jeho broadwayský debut se uskutečnil v roce 2014 kdy v revivalu muzikálu Bídníci ztvárnil roli Maria.
V roce 2014 se připojil k obsazení dramatického seriálu Chasing Life a byl obsazen do seriálu The Flash jako Pied Piper.
V roce 2016 si zopakoval svojí roli Hänschena v produkci muzikálu Probuzení jara. Během dubna a května 2018 hrál hlavní roli v produkci muzikálu The Who's Tommy.

## Osobní život
Je bisexuál. V roce 2014 se zasnoubil se svým kolegou z Broadwaye, hercem Michaelem Ardenem, se kterým chodí od listopadu 2010. Poprvé se setkali v roce 2006 při premiéře broadwayské hry The Times They Are-a-Changin' , kde Arden vystupoval. Dvojice se vzala v srpnu 2016 v Anglii.
Má vzácnou neurologickou poruchu zvanou tomakulózní neuropatie. Jedná se o dědičné neuromuskulární onemocnění.

## Filmografie
| Rok       | Název             | Role                          | Poznámky                      |
| --------- | ----------------- | ----------------------------- | ----------------------------- |
| 2013      | It Could Be Worse | Andy                          | díl: „Congratulations, Jacob“ |
| 2013      | Smash             | Kyle Bishop                   | hlavní role, 14 dílů          |
| 2013      | Anger Management  | Andy                          | 2 díly                        |
| 2014      | Chasing Life      | Jackson                       | 4 díly                        |
| 2015–2016 | The Flash         | Hartley Rathaway / Pied Piper | 3 díly                        |
| 2017–2018 | Gone              | James Finley                  | 12 dílů                       |

## Divadlo
| Rok     | Představení                                      | Role                         | Místo uvedení                         | Poznámky              |
| ------- | ------------------------------------------------ | ---------------------------- | ------------------------------------- | --------------------- |
| 2008–10 | Spring Awakening                                 | Hanschen Rilow               | turné po Spojených státech            | národní turné         |
| 2010-11 | Academy                                          | Conrad                       | York Theatre Company                  | mezinárodní turné     |
| 2012    | Carrie                                           | Stokes                       | Lucille Lortel Theatre                | uvedení mimo Broadway |
| 2014–15 | Les Misérables                                   | Marius Pontmercy             | Imperial Theatre                      | Broadway              |
| 2015    | Parade                                           | Britt Craig                  | Lincolnovo centrum                    | koncert               |
| 2015    | Probuzení jara                                   | Hanschen Rilow               | Wallis Annenberg Center               | Los Angeles           |
| 2015    | Gross Indecency: The Three Trials of Oscar Wilde | Sidney Mavor, William Parker | Gerald W. Lynch Theater               | benefiční akce        |
| 2015    | Bent                                             | Rudy                         | Mark Taper Forum                      | Los Angeles           |
| 2015–16 | Probuzení jara                                   | Hanschen Rilow               | Brooks Atkinson Theatre               | Broadway              |
| 2016    | Ragtime                                          | mladší bratr                 | Ellis Island                          | koncert               |
| 2016–17 | Čarodějka                                        | Boq                          |                                       | národní turné         |
| 2018    | The Who's Tommy                                  | Tommy                        | Denver Center for the Performing Arts | regionální produkce   |